# Incidente de los lagos de Plitvice
El incidente de los lagos de Plitvice (croata: Krvavi Uskrs na Plitvicama o Plitvički krvavi Uskrs, ambas traducidas como "Pascua sangrienta de Plitvice") fue un enfrentamiento armado al comienzo de la Guerra de Independencia croata. Fue un enfrentamiento entre la policía croata y las fuerzas armadas de la SAO Krajina, establecida por los serbios de Croacia, en los lagos de Plitvice en Croacia, el 31 de marzo de 1991. Los combates siguieron a la toma del parque nacional de los Lagos de Plitvice por parte de la SAO Krajina y dieron lugar a la reconquista de la zona por parte de Croacia. El enfrentamiento acabó con un muerto en cada lado y contribuyó al empeoramiento de las tensiones étnicas.
Los combates llevaron a la Presidencia de Yugoslavia a ordenar al Ejército Popular Yugoslavo (Jugoslovenska Narodna Armija - JNA) que interviniera y creara una zona de amortiguación entre las fuerzas opuestas. La JNA llegó a la escena al día siguiente y presentó a Croacia un ultimátum pidiendo a la policía que se retirara. Aunque las unidades especiales de policía que ocuparon la zona de los lagos de Plitvice se retiraron el 2 de abril, una comisaría de policía croata recién establecida, con 90 agentes, permaneció en el lugar. La comisaría fue bloqueada por la JNA tres meses después, y capturada a finales de agosto de 1991.

## Antecedentes
En 1990, tras la derrota electoral del gobierno de la República Socialista de Croacia, las tensiones étnicas empeoraron. El Ejército Popular Yugoslavo (Jugoslovenska Narodna Armija - JNA) confiscó las armas de la Defensa Territorial de Croacia (Teritorijalna obrana - TO) para minimizar la resistencia. El 17 de agosto, las tensiones se intensificaron hasta convertirse en una revuelta abierta de los serbios de Croacia, centrada en las zonas predominantemente pobladas por serbios del interior de Dalmacia en torno a Knin, partes de las regiones de Lika, Kordun, Banovina y el este de Croacia. Establecieron un Consejo Nacional Serbio en julio de 1990, para coordinar la oposición a la política del Presidente croata Franjo Tuđman de buscar la independencia de Croacia. Milan Babić, un dentista de la ciudad sureña de Knin, fue elegido presidente. El jefe de policía de Knin, Milan Martić, fundó unas milicias paramilitares. Los dos hombres se convirtieron finalmente en los líderes político y militar de la SAO Krajina, un Estado autodeclarado que incorporaba las zonas habitadas por los serbios de Croacia.
A principios de 1991, Croacia no tenía un ejército regular. En un esfuerzo por reforzar su defensa, Croacia duplicó el tamaño de su fuerza policial a unos 20.000 agentes. La parte más efectiva de la fuerza fue la policía especial de 3.000 efectivos que se desplegaron en 12 batallones adoptando una organización militar. Además había 9.000-10.000 policías de reserva organizados regionalmente. La policía de reserva se estableció en 16 batallones y 10 compañías, pero carecían de armas..
En un esfuerzo por consolidar el territorio bajo su control, los líderes serbios de Croacia organizaron una manifestación política en los lagos de Plitvice el 25 de marzo de 1991, exigiendo que la zona fuera anexada a la SAO Krajina. Tres días después, el 28 de marzo, la policía especial de la SAO Krajina se apoderó de la zona y, con la ayuda de civiles armados, retiró la administración croata del parque nacional de los Lagos de Plitvice. Se estimó que la fuerza desplegada por la SAO Krajina en los lagos de Plitvice fue de aproximadamente 100 efectivos. La región estaba relativamente poco poblada y no había ninguna amenaza evidente para los serbios allí. El periodista Tim Judah sugiere que el movimiento pudo haber sido motivado por el deseo de controlar una carretera estratégica que dicurría de norte a sur a través del parque, uniendo las comunidades serbias de las regiones de Lika y Banovina..

## Cronología
Croacia desplegó fuerzas policiales especiales, concretamente las unidades de policía especial Lučko, Rakitje y Sljeme con sede en Zagreb y sus alrededores, con el apoyo de fuerzas policiales adicionales procedentes de Karlovac y Gospić para retomar la zona de los lagos de Plitvice. La fuerza de policía croata, comandada por Josip Lucić, utilizó varios autobuses y automóviles de pasajeros, así como un vehículo blindado de transporte de personal, para acercarse a la zona de los lagos de Plitvice. El principal grupo de 180 personas de la Unidad Especial de Policía de Rakitje, comandado directamente por Lucić, llegó en medio de una densa niebla, a lo largo de la carretera principal de Zagreb por el puente del río Korana. El puente fue asegurado por la unidad Lučko poco antes de la medianoche del 30/31 de marzo de 1991. Una fuerza auxiliar se acercó a los lagos de Plitvice por Ličko Petrovo Selo, mientras que la Unidad de Policía Especial (UPE) de Kumrovec se desplegó en la zona entre los lagos y Gospić, donde capturó el paso de Ljubovo para asegurar el flanco derecho de la avanzada principal. El total de la fuerza atacante comprendía aproximadamente 300 efectivos.
El convoy que se aproximaba fue detenido por una barricada establecida por la fuerza de la SAO Krajina cerca de los lagos de Plitvice antes de las 7:00 de la mañana del domingo de Pascua, 31 de marzo de 1991. La fuerza de la SAO Krajina atacó a los vehículos que transportaban a la policía croata y mantuvo su posición hasta que cayeron dos horas y media después. El avance croata, obstaculizado además por la nieve que era profunda, se logró a costa de seis heridos. La fuerza atacante aseguró sus objetivos a las 11:00 a. m. Cuando la operación de ataque llegó a su fin, el ejército croata sufrió su primera muerte en combate de la Guerra de Independencia croata, cuando Josip Jović resultó muerto por una ametralladora que cubría a las tropas de la SAO Krajina en retirada. Poco después, la Fuerza Aérea Yugoslava envió un helicóptero Mil Mi-8 para atender a los heridos de ambos bandos, y abandonó la zona después de una hora y media. El helicóptero fue enviado por el coronel general Anton Tus, jefe de la Fuerza Aérea Yugoslava en ese momento, a petición de Josip Boljkovac, ministro del Interior de Croacia. Al terminar los combates en los alrededores de Plitvice hubo disparos esporádicos cerca de Titova Korenica, al sur. Esa misma tarde se estableció una comisaría de policía croata en los lagos de Plitvice y se nombró a Tomislav Iljić su comandante. La comisaría tenía una plantilla de aproximadamente 90 agentes de policía que fueron reasignados de Gospić.
La Presidencia de Yugoslavia se reunió en una sesión de emergencia la misma tarde para discutir el choque. Por insistencia del representante de Serbia en la Presidencia, Borisav Jović, se ordenó a la JNA que interviniera, consiguiera el control de la zona y evitara nuevos combates. El parlamento serbio también se reunió en una sesión de emergencia, tratando los enfrentamientos como un casus belli virtual y votando para ofrecer a los serbios de Krajina "toda la ayuda necesaria" en su conflicto con Zagreb. Al día siguiente, la SAO Krajina adoptó una resolución en el sentido de que el territorio se incorporaba a Serbia, cuya constitución y leyes se aprobaron para su uso en las zonas de Croacia bajo dominio serbio. Las autoridades croatas acusaron al presidente de Serbia, Slobodan Milošević, de dirigir los disturbios con el fin de quebrantar la resolución de Croacia de declarar la independencia a menos que Yugoslavia se transformara en una confederación poco rígida. También lo acusaron de intentar convencer a la JNA de que debía derrocar al gobierno croata.

### Intervención de la JNA
El 1 de abril, la JNA estableció una zona de amortiguación para separar a los beligerantes en los lagos de Plitvice, desplegando elementos del 1.er y 5.º distrito militar. Se trataba de un batallón blindado de la 329.ª Brigada Blindada con base en Banja Luka, un batallón de la 6.ª Brigada de Montaña con base en Delnice, una compañía de reconocimiento y un batallón mecanizado de la 4.ª Brigada Blindada con base en Jastrebarsko y Karlovac, un batallón del 306.º Regimiento de Artillería Antiaérea Ligera con base en Zagreb, una compañía de señales del 367.º Regimiento de Señales con base en Samobor, una compañía del 13.º Batallón de Policía Militar con base en Rijeka y una batería de artillería antiaérea de la 13.ª Brigada Motorizada Proletaria con base en Rijeka. Por último, el 5.º Distrito Militar estableció un puesto de mando avanzado en los lagos de Plitvice. La fuerza de la JNA en los lagos de Plitvice fue comandada por el coronel Ivantimac.
El oficial al mando del 5.º Distrito Militar, el general de división Andrija Rašeta, al mando general de la intervención de la JNA, dijo a los medios de comunicación que sus hombres no estaban protegiendo a ninguno de los dos bandos y que sólo estaban allí para evitar enfrentamientos étnicos durante un período indeterminado. Sin embargo, el gobierno croata reaccionó con indignación a la medida de la JNA. El ayudante de Tuđman, Mario Nobilo, afirmó que la JNA había dicho a los oficiales croatas que se enfrentarían a la policía si no abandonaban Plitvice. En un discurso radiado, Tuđman dijo que la JNA sería considerada como un ejército de ocupación hostil si su forma de actuar no cambiaba. El 2 de abril, la JNA dio un ultimátum a las autoridades croatas, pidiendo a la policía que abandonara Plitvice. La policía especial abandonó Plitvice el mismo día, pero los 90 oficiales que trabajaban en la recién creada comisaría permanecieron en su lugar.

## Consecuencias

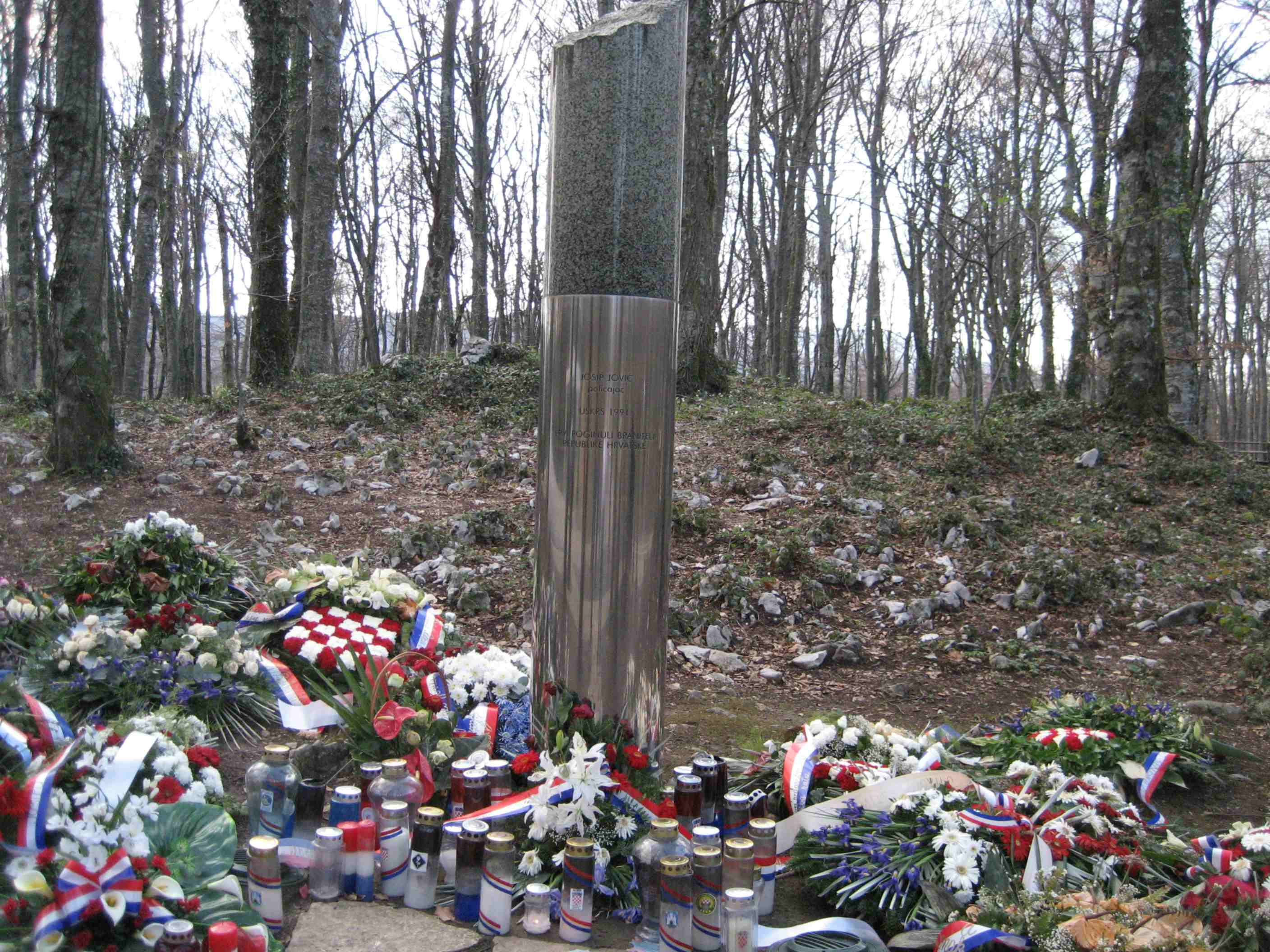
Monumento conmemorativo de Josip Jović, el primer policía croata muerto en acción

El oficial de policía Josip Jović fue el único croata muerto en el incidente. La fuerza de la SAO Krajina también sufrió una muerte en la lucha - Rajko Vukadinović, que fue el primer serbo-croata muerto en combate en la guerra. Un total de 20 personas resultaron heridas, siete de las cuales eran policías croatas. Las fuerzas croatas capturaron a 29 efectivos de la SAO Krajina, 18 de los cuales fueron formalmente acusados de insurgencia. Entre los prisioneros estaba Goran Hadžić, que más tarde se convirtió en el presidente de la República de la Krajina Serbia, aunque fue liberado rápidamente. La liberación de Hadžić se explicó como un gesto de buena voluntad de las autoridades, pero Josip Boljkovac afirmó que fue liberado porque colaboraba con las autoridades croatas en 1991. Aproximadamente 400 turistas, la mayoría italianos, fueron evacuados de los lagos de Plitvice después de los combates.
El enfrentamiento en los lagos de Plitvice empeoró la situación general en Croacia y provocó una escalada del conflicto. Aunque las fuerzas croatas y serbias fueron separadas por la JNA en los lagos de Plitvice, la situación en la zona siguió deteriorándose después del choque. En la cercana localidad de Plaški, el personal de la policía croata abandonó la comisaría local y fue reemplazado por oficiales serbios. Tanto la SAO Krajina como las fuerzas croatas establecieron varios bloqueos en la carretera de Saborsko-Lička Jasenica-Ogulin. Para el verano, los bloqueos se extendieron al norte de Plaški y al sur de Saborsko, donde las autoridades croatas establecieron otra comisaría de policía de 30 efectivos el 2 de abril. Sólo se permitió pasar el bloqueo a los vehículos de la JNA, lo que provocó la escasez de alimentos, medicamentos y electricidad en la zona.
El 2 de mayo, el Partido Democrático Serbio, el partido gobernante de la SAO Krajina, organizó una marcha de protesta a los lagos de Plitvice y un mitin político exigiendo que la policía croata se retirara de Plitvice. La JNA impidió que la marcha, encabezada por Babić y Vojislav Šešelj, llegase a los lagos de Plitvice y los manifestantes regresaron a Titova Korenica. La JNA impuso un bloqueo a la comisaría de policía de los Lagos de Plitvice el 1.º de julio, con el pretexto de que la policía croata había secuestrado y encarcelado a dos oficiales de la JNA. El 6 de julio, las fuerzas de la SAO Krajina y la JNA comenzaron los ataques en el paso de Ljubovo, al sudeste de los lagos de Plitvice, en la carretera de Titova Korenica-Gospić, haciendo retroceder a la Guardia Nacional Croata y capturando el paso a finales de mes. Durante todo el verano, la JNA siguió enfrentándose a las fuerzas croatas en Lika utilizando las unidades desplegadas en los lagos de Plitvice en abril. Los combates se intensificaron aún más el 30 de agosto, cuando la JNA capturó la comisaría de los lagos de Plitvice y al día siguiente cuando comenzó la batalla de Gospić.
Jović se considera en gran medida en Croacia como la primera víctima de la Guerra de Independencia croata. Un monumento dedicado a él fue erigido en su lugar de nacimiento de Aržano en 1994. Después de la guerra, se erigió un monumento en el lugar de su muerte, donde se celebran conmemoraciones anuales del enfrentamiento. El enfrentamiento y la muerte de Jović se conmemoran anualmente en los lagos de Plitvice..

### Libros
- Armatta, Judith (2010). Twilight of Impunity: The War Crimes Trial of Slobodan Milosevic. Durham, North Carolina: Duke University Press. ISBN 978-0-82234746-0.
- Bennett, Christopher (1995). Yugoslavia's Bloody Collapse: Causes, Course and Consequences. London, England: C. Hurst & Co. ISBN 9781850652328.
- Central Intelligence Agency, Office of Russian and European Analysis (2002). Balkan Battlegrounds: A Military History of the Yugoslav Conflict, 1990–1995. Washington, D.C.: Central Intelligence Agency. OCLC 50396958.
- Crnobrnja, Mihailo (1996). The Yugoslav Drama. Montreal, Quebec: McGill-Queen's University Press. ISBN 9780773566156.
- Goldstein, Ivo (1999). Croatia: A History. Montreal, Quebec: McGill-Queen's University Press. ISBN 9780773520172. (requiere registro).
- Grandits, Hannes; Leutloff, Carolin (2003). «Discourses, Actors, Violence: The Organisation of War-Escalation in the Krajina Region of Croatia 1990–91».  En Koehler, Jan; Zürcher, Christoph, eds. Potentials of Disorder: Explaining Conflict and Stability in the Caucasus and in the Former Yugoslavia. Manchester, England: Manchester University Press. pp. 23-45. ISBN 9780719062414.
- Hoare, Marko Attila (2010). «The War of Yugoslav Succession».  En Ramet, Sabrina P., ed. Central and Southeast European Politics Since 1989. Cambridge, England: Cambridge University Press. pp. 111-136. ISBN 978-1-139-48750-4.
- Judah, Tim (2009). The Serbs: History, Myth and the Destruction of Yugoslavia. New Haven, Connecticut: Yale University Press. ISBN 9780300158267.
- Meier, Viktor (2013). Yugoslavia: A History of its Demise. London, England: Routledge. ISBN 9781134665105.
- Mesić, Stjepan (2004). The Demise of Yugoslavia: A Political Memoir. Budapest, Hungary: Central European University Press. ISBN 978-963-9241-81-7.
- Nazor, Ante (2007). Počeci suvremene hrvatske države: kronologija procesa osamostaljenja Republike Hrvatske: od Memoranduma SANU 1986. do proglašenja neovisnosti 8. listopada 1991 [Beginnings of the Modern Croatian State: A Chronology of the Independence of the Republic of Croatia: from 1986 SANU Memorandum to the Declaration of Independence on 8 October 1991] (en croata). Zagreb, Croatia: Croatian Homeland War Memorial Documentation Centre. ISBN 9789537439019.
- Petković, T. (2007). «Odelenju bezbednosti KRV i PVO, Sumarni izveštaj za 02.04.1991.g.» [To Security Department of the Air Force and Air Defence Command, Summary Report for 2 April 1991] (PDF).  En Rupić, Mate, ed. Republika Hrvatska i domovinski rat 1990.-1995., dokumenti, knjiga 1 [Republic of Croatia and the Croatian War of Independence 1991–95, Documents, Volume 1] (en serbio). Zagreb, Croatia: Croatian Memorial-Documentation Centre of the Homeland War. pp. 102-104. ISBN 9789537439033. Archivado desde el original el 26 de noviembre de 2016. Consultado el 13 de septiembre de 2013.
- Repe, Božo (2009). «Balkan Wars».  En Forsythe, David P., ed. Encyclopedia of Human Rights, Volume 1. Oxford, England: Oxford University Press. pp. 138-147. ISBN 978-0-19-533402-9.
- Wachtel, Andrew; Bennett, Christopher (2012). «The Dissolution of Yugoslavia».  En Ingrao, Charles W.; Thomas Allan Emmert, eds. Confronting the Yugoslav Controversies: A Scholars' Initiative. West Lafayette, Indiana: Purdue University Press. pp. 13-47. ISBN 978-1-55753-533-7.

### Artículos de revistas científicas
- Marijan, Davor (December 2006). «Djelovanje JNA i pobunjenih Srba u Lici 1990.-1992. godine» [Activities of the JNA and rebel Serbs in Lika in 1991–1992]. The Review of Senj (en croata) (City Museum Senj – Senj Museum Society) 33 (1). ISSN 0582-673X.

### Reportajes de interés
- Capar, Luka (29 de marzo de 2013). «Obljetnica: 'Krvavi Uskrs' na Plitvicama 1991. godine» [Anniversary: "Bloody Easter" at Plitvice, 1991]. Večernji list (en croata). ISSN 1333-9192. Archivado desde el original el 14 de octubre de 2013.
- Capar, Luka (31 de marzo de 2013). «Obljetnica: Josip Jović – prva žrtva Domovinskog rata» [Anniversary: Josip Jović – the First Victim of the Croatian War of Independence]. Večernji list (en croata). ISSN 1333-9192. Archivado desde el original el 13 de octubre de 2013.
- Dukić, Snježana (30 de marzo de 2001). «Na okruglom stolu i general Ivan Štimac koji je zapovijedao tenkovima JNA na Plitvicama!» [General Ivan Štimac who Commanded JNA Tanks at Plitvice Attends Roundtable!]. Slobodna Dalmacija (en croata). ISSN 1333-9192. Archivado desde el original el 29 de octubre de 2013.
- «Obilježena 21. obljetnica akcije "Plitvice" i pogibije Josipa Jovića» [The 21st Anniversary of the Operation Plitvice and Death of Josip Jović Marked]. Novi list (en croata). HINA. 31 de marzo de 2012. ISSN 1334-1545. Archivado desde el original el 1 de abril de 2012.
- Perica, Silvana; Bičak, Snježana (30 de mayo de 2011). «Boljkovac: Goran Hadžić bio je mirotvorac, surađivao je 1991.» [Boljkovac: Goran Hadžić was a Peacemaker, he Collaborated in 1991]. Večernji list (en croata). ISSN 1333-9192. Archivado desde el original el 29 de octubre de 2013.
- Radoš, Ivica (30 de marzo de 2006). «Obljetnica krvavog Uskrsa 1991.: Posljednje riječi su mu bile: 'Tata, tata'» [1991 Bloody Easter Anniversary: His Last Words were: Dad, Dad]. Jutarnji list (en croata). ISSN 1331-5692. Archivado desde el original el 29 de octubre de 2013.
- «Roads Sealed as Yugoslav Unrest Mounts». The New York Times. Reuters. 19 de agosto de 1990. ISSN 0362-4331. Archivado desde el original el 21 de septiembre de 2013.
- Sudetic, Chuck (1 de abril de 1991). «Deadly Clash in a Yugoslav Republic». The New York Times. ISSN 0362-4331. Archivado desde el original el 14 de junio de 2013.
- Vidović, Iva (31 de marzo de 2013). «Branitelji se povukli sa skupa na Plitvicama: Gdje je predsjednik?!» [Veterans Pull Out of the Plitivce Event: Where is the President?!]. Večernji list (en croata). ISSN 1333-9192. Archivado desde el original el 14 de octubre de 2013.

### Otras fuentes
- «In memoriam: Josip Jović» (en croata). Ministry of the Interior (Croatia). 29 de marzo de 2011. Archivado desde el original el 27 de abril de 2014.
- Nazor, Ante (October 2012). «Krvavi Uskrs – Akcija Plitvice» [Bloody Easter – Operation Plitvice]. Hrvatski vojnik (en croata) (Ministry of Defence (Croatia)) (407). ISSN 1333-9036. Archivado desde el original el 27 de abril de 2014. Consultado el 17 de septiembre de 2013.
- «The Prosecutor vs. Milan Martic – Judgement» (PDF). International Criminal Tribunal for the former Yugoslavia. 12 de junio de 2007.
- Žužul, Marija (2010). «Josip Jović – Prva žrtva Domovinskog rata» [Josip Jović – The First Victim of the Croatian War of Independence] (PDF).  En Kreš, Marija, ed. Policija u Domovinskom ratu 1990.-1991. [Police in the Croatian War of Independence 1990–1991] (en croata). Ministry of the Interior (Croatia). pp. 21-27. Archivado desde el original el 3 de julio de 2017. Consultado el 13 de septiembre de 2013.

- Datos: Q852157